# Corticeus suberis
Corticeus suberis – gatunek chrząszcza z rodziny czarnuchowatych i podrodziny Diaperinae.

## Taksonomia
Gatunek ten opisany został po raz pierwszy w 1846 roku przez Pierre’a Hippolyte’a Lucasa pod nazwą Hypophloeus suberis. Jako lokalizację typową wskazano okolice algierskiej Sukajkidy.

## Morfologia
Chrząszcz o mocno wydłużonym, walcowatym, węższym niż u C. pini ciele długości od 2,7 do 3 mm, z wierzchu błyszczącym i nagim.
Rdzawobrązowa głowa ma prawie dwukrotnie szersze niż dłuższe, na przedzie wykrojone oczy.
Przedplecze jest rdzawobrązowe, wyraźnie szersze od głowy, nieznacznie dłuższe niż szersze, lekko ku tyłowi zwężone, o przednich kątach wyraźnych, krawędziach bocznych przed kątami niewyciętych, tylnych kątach rozwartych, zaokrąglonych i nieuniesionych, a powierzchni drobno i regularnie punktowanej. Pokrywy są bladobrązowe, tak szerokie jak przedplecze, prawie trzykrotnie dłuższe niż na przednim brzegu szerokie, o równoległych bokach oraz drobno, regularnie i bezładnie punktowanej powierzchni. Odnóża są krótkie i chude.

## Ekologia i występowanie
Owad saproksyliczny, zaliczany do reliktów lasów pierwotnych, związany z drzewami iglastymi i liściastymi, najczęściej z sosnami, ale też ze świerkami i bukami. Znajdywany od odstającą, przegrzybiałą korą.
Gatunek palearktyczny. W Europie znany jest z Francji, Niemiec, Austrii, Włoch, Polski, Czech, Słowacji, Węgier, Rumunii, Chorwacji i południa europejskiej części Rosji, w Afryce z Algierii, a w Azji z Cypru, anatolijskiej części Turcji i Izraela. W Polsce owad znany z tylko trzech historycznych stanowisk. Na „Czerwonej liście zwierząt ginących i zagrożonych w Polsce” umieszczony został jako gatunek zagrożony o niedostatecznie rozpoznanym statusie (DD). W Czechach znany z tylko dwóch stanowisk, w tym jednego współczesnego.